# Новогригоровский сельский совет (Межевский район)
Новогригоровский сельский совет (укр. Новогригорівська сільська рада) — входит в состав
Межевского района
Днепропетровской области
Украины.
Административный центр сельского совета находится в 
с. Новогригоровка.

## История
- 1921 — дата образования.

## Населённые пункты совета
- с. Новогригоровка
- с. Водолажское
- с. Красногоровка
- с. Юрьевка